# نورمان كينان
نورمان كينان (بالإنجليزية: Norman Keenan)‏ هو عازف جاز أمريكي، ولد في 23 نوفمبر 1916، وتوفي في 12 فبراير 1980 في بروكلين في الولايات المتحدة.

## وصلات خارجية
- نورمان كينان على موقع ميوزك برينز (الإنجليزية)
- نورمان كينان على موقع أول ميوزيك (الإنجليزية)
- نورمان كينان على موقع ديسكوغز (الإنجليزية)